# Серебряникова, Наталия Ивановна
Наталия Ивановна Серебряникова (25 февраля 1899, Москва, Российская империя — 25 февраля 1976, Москва, РСФСР, СССР) — советская актриса театра и кино.

## Биография
Родилась 25 февраля 1899 года в Москве, в семье отца бухгалтера и матери домохозяйки. 
В детском и юношеском возрасте интересовалась разным творчеством, училась живописи и музыке, но остановилась в итоге на актёрском искусстве.
В 1919 году поступила в Московскую драматическую студию Е. Б. Вахтангова, но в 1922 году после его смерти перешла как и многие другие в Государственную экспериментальную театральную мастерскую, попав к Всеволоду Мейерхольду. Проработала в театре пятнадцать лет и покинула его за год до закрытия. Много играла на театральной сцене, в различных образах, в 1937 году перешла в Театр имени Ленинского комсомола, но в нём Серебряникова не удержалась долго и отыграла лишь два сезона. С 1942 года по 1945 год работала в составе Всероссийского гастрольно-концертного объединения ВГКО, а с 1945 года Серебряникова вошла в труппу вновь созданного Московского драматического театра, позже переименованного в Театр на Бронной. 
В киноматографии снялась лишь в трёх фильмах, так как больше времени уделяла театральной деятельности и театральной сцене.
Скончалась 25 февраля 1976 года на родине в Москве. Похоронена на Ваганьковском кладбище.

### Личная жизнь
Была дважды замужем, вторым супругом стал артист Алексей Алексеевич Темерин. От первого брака у Серебряниковой уже была дочь.

## Фильмография
- 1956 — Человек родился — Елизавета Дмитриевна
- 1958 — Я не могла сказать.. (короткометражный) — бабушка Лиды
- 1961 — Алёнка — школьная уборщица

## Издательства
- А. Я. Трабский. Русский советский театр: 1921—1926. — Искусство, 1975. — 480 с.